# Municipio de Sherman (condado de Sedgwick)
El municipio de Sherman (en inglés: Sherman Township) es un municipio ubicado en el condado de Sedgwick en el estado estadounidense de Kansas. En el año 2010 tenía una población de 1716 habitantes y una densidad poblacional de 17,88 personas por km².

## Geografía
El municipio de Sherman se encuentra ubicado en las coordenadas 37°47′13″N 97°38′27″O / 37.78694, -97.64083. Según la Oficina del Censo de los Estados Unidos, el municipio tiene una superficie total de 95.98 km², de la cual 95,77 km² corresponden a tierra firme y (0,22 %) 0,21 km² es agua.

## Demografía
Según el censo de 2010, había 1716 personas residiendo en el municipio de Sherman. La densidad de población era de 17,88 hab./km². De los 1716 habitantes, el municipio de Sherman estaba compuesto por el 98,78 % blancos, el 0,06 % eran amerindios, el 0,23 % eran de otras razas y el 0,93 % eran de una mezcla de razas. Del total de la población el 1,81 % eran hispanos o latinos de cualquier raza.